# Synodontis eupterus

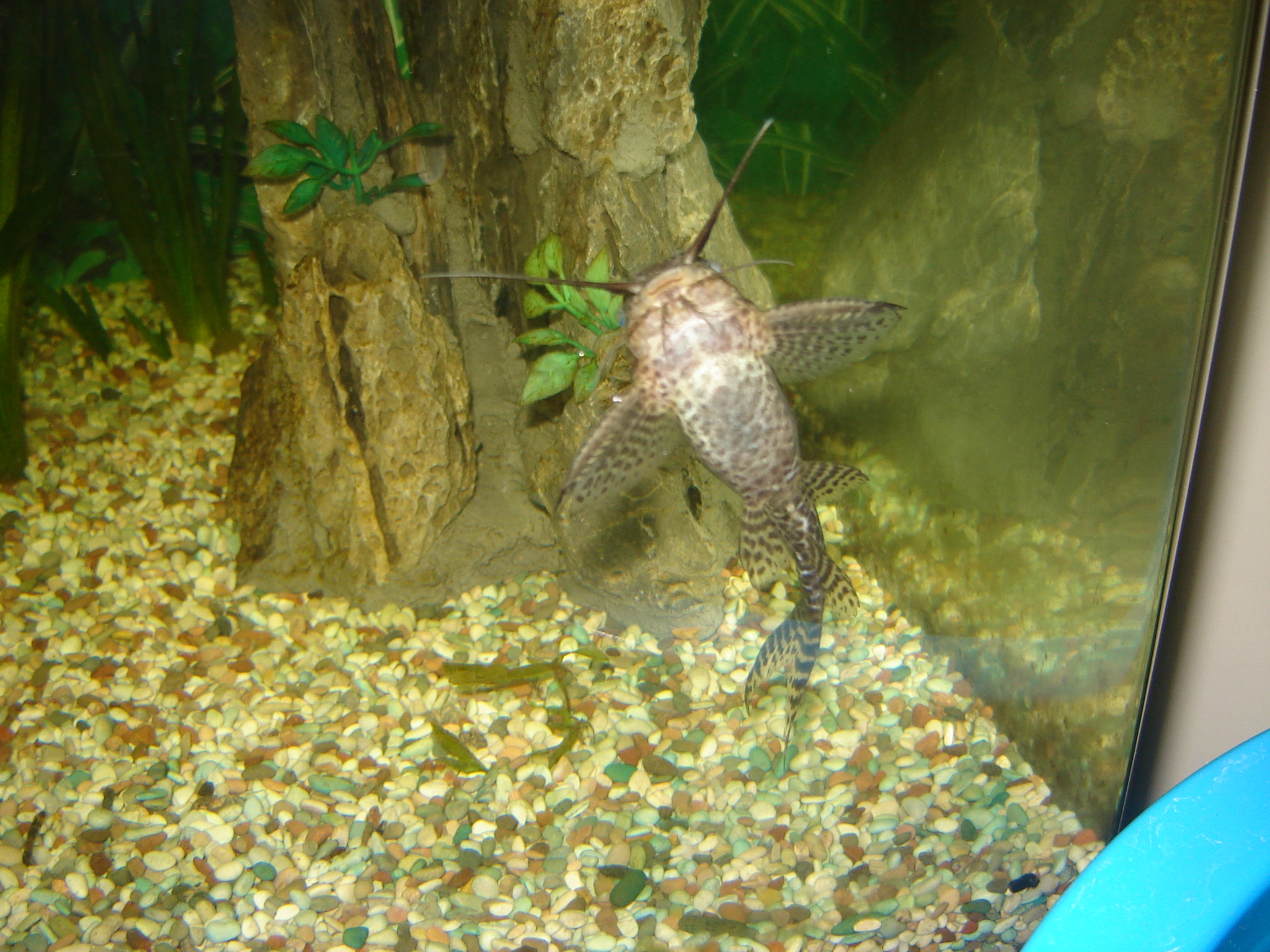
Synodontis eupterus

Synodontis eupterus és una espècie de peix de la família dels mochòkids i de l'ordre dels siluriformes que es troba a Àfrica: conques dels rius Nil Blanc i Níger.
Els mascles poden assolir els 30 cm de llargària total.